# Кит південний
Кит південний, кит південний австралійський (Eubalaena australis) — вид ссавців з родини Китові (Balaenidae) ряду китоподібні.

## Опис
Довжина: до 18 м, вага до 80000 кг; довжина дитинчат: 5,50 м, вага дитинчат: 1000—1500 кг.
Має рівномірно темний колір з білими мозолями (наростами важкої шкіри) на і навколо голови, які навіть можуть бути використані для розрізнення особин. Тіло товсте і голова дуже велика, складаючи одну третину від загальної довжини. Незвично для вусатих китів, південний кит не має спинного плавника й рифленого горла. Ласти короткі й широкі, дихальний отвір V-подібний.

## Поширення
Південний кит зустрічається тільки в південній півкулі в усіх водах від 30º до 60º південної широти (спаровування відбувається на широтах 20–30°). Південний кит знаходиться у відкритому океані найпівденнішої частини регіону свого ареалу протягом літніх місяців, але мігрує до прибережних районів більш північних частин свого ареалу протягом зими і навесні.

## Поведінка
Ці величезні тварини споживають планктон, включаючи личинкової ракоподібними і рачків, фільтруючи воду через довгі й численні пластини китового вуса. Типово годування триває в 10–20 м товщі води. Південні кити видають короткі, низькочастотні звуки. У полоні живе в середньому 70 років.

## Відтворення
До восьми самців може сполучатися з однієї самицею в період з липня по серпень, і що незвично для ссавців, агресія між самцями мінімальна. Самиці вагітніють один раз кожні три роки в період між червнем і серпнем; період вагітності становить від 11 до 12 місяців. Вагітні самиці живуть протягом чотирьох зимових місяців без їжі й народжують одне велике біле дитинча вагою до 1500 кг. Діти ростуть зі швидкістю 3 см в день. Самиці виховують і годують своїх дітей на мілині, де вони добре захищені від нападів косаток і великих білих акул. Дитинчата живляться молоком близько року та за цей час набувають чорного кольору. Досягають статевої зрілості у віці від дев'яти до десяти років.

## Загрози та охорона
Після серйозної надмірної експлуатації з 1600-х років до 1930 року, чисельність населення південного кита стала небезпечно низького рівня. Міжнародний захист у 1935 році призвів до повільного збільшення населення, але незаконний китобійний промисел тривав до 1960-х років. З тих пір населення зростає швидше. Пошкодження від судів, берегової виробничої діяльності, заплутаності в знаряддях лову та забруднення навколишнього середовища є проблемами нині.
Міжнародний захист Міжнародної китобійної комісії і програми окремих країн справили значні результати. Заходи щодо збереження в даний час включають моніторинг населення і поведінки з використанням посвідчення особи з фотографією особини, оцінка наслідків порушення, а також освітні програми.